# Мігель Анхель Бріндісі
Мігель Анхель Бріндісі (ісп. Miguel Ángel Brindisi, нар. 8 жовтня 1950, Буенос-Айрес) — аргентинський футболіст, що грав на позиції півзахисника. Футболіст року в Аргентині (1973). По завершенні ігрової кар'єри — тренер.
Виступав, зокрема, за клуб «Уракан», а також національну збірну Аргентини.

## Клубна кар'єра
Народився 8 жовтня 1950 року в районі Буенос-Айреса Альмагро, проте футбольну кар'єру починав у команді з іншого району, Парке-Патрісіос, в «Уракані». З цією командою він завоював єдиний в історії клубу чемпіонський титул у професіональну еру — чемпіонат Метрополітано 1973 року, за підсумками якого гравця визнали найкращим футболістом Аргентини та другим найкращим гравцем Південної Америки після Пеле. Роком раніше Бріндісі став найкращим бомбардиром першості. Загалом у складі «Уракана» був одним з головних бомбардирів команди, маючи середню результативність на рівні 0,48 гола за гру першості.

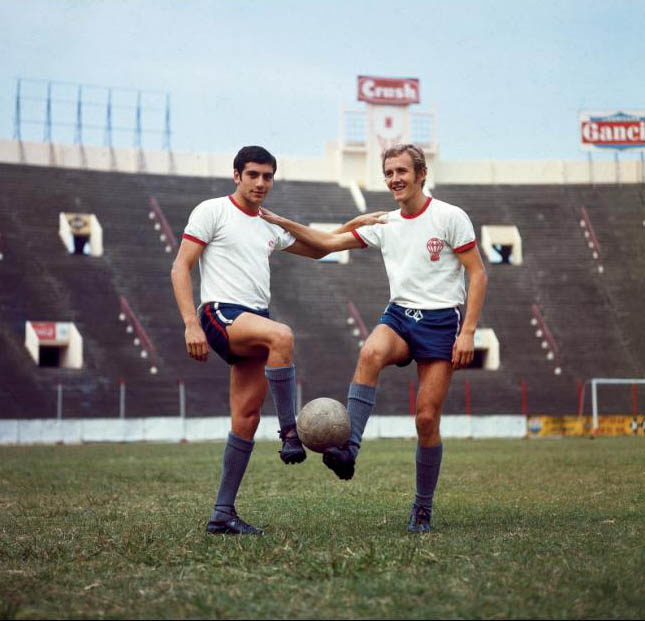
Бріндісі (ліворуч) та Карлос Бабінгтон, ключові гравці «Уракана» в чемпіонському 1973 році.

У 1976 році Мігель перейшов в іспанський «Лас-Пальмас». У місцевій Прімері Бріндісі дебютував 5 вересня 1976 року матчем проти «Барселони» (0:4). У своєму першому сезоні аргентинець виступив у 30 іграх, забивши 8 голів, а «Лас-Пальмас» посів 4-е місце і кваліфікувався до Кубка УЄФА. Наступного року «Лас-Пальмас» фінішував 7-м в іспанській Ла Лізі, втім вийшов у фінал Кубка Іспанії 1978 року, де Бріндісі забив гол, але команда програла «Барселоні» 1:3. Найкращим сезоном для Бріндісі був останній, 1978/79, коли він забив 14 голів у 30 іграх. Востаннє в Прімері він зіграв 3 червня 1979 року, «Райо Вальєкано» (1:2), провівши загалом у цьому турнірі 92 гри, в яких він забив 29 голів, після чого повернувся в «Уракан».
У 1981—1982 роках Бріндісі грав за «Бока Хуніорс», у складі якої виграв свій другий титул чемпіона Аргентини у 1981 році. У переможному турнірі Бріндісі забив 16 голів, лише на один менше, ніж головна зірка команди Дієго Марадона. Через два роки аргентинець виграв свій третій Національний чемпіонат, цього разу у складі уругвайського «Насьйоналя».
Завершив ігрову кар'єру у команді «Расінг» (Авельянеда), за яку виступав протягом сезону 1984 року.

## Виступи за збірну
1969 року дебютував в офіційних матчах у складі національної збірної Аргентини. Протягом кар'єри у національній команді, яка тривала 6 років, провів у її формі 47 матчів, забивши 16 голів.
У складі збірної був учасником чемпіонату світу 1974 року у ФРН. На турнірі Бріндісі провів чотири матчі, причому гру другого етапу проти збірної Бразилії він провів з капітанською пов'язкою. У ній він забив свій єдиний м'яч на «мундіалі», проте Аргентинці поступилися з рахунком 1:2.

## Кар'єра тренера
Розпочав тренерську кар'єру невдовзі по завершенні кар'єри гравця, 1986 року, очоливши тренерський штаб клубу «Алумні» (Вілья-Марія), після чого тренував гватемальський «Мунісіпаль», з яким двічі поспіль у 1987 та 1988 роках ставав чемпіоном країни.
1989 року став головним тренером еквадорської команди «Барселона» (Гуаякіль), яку того ж року привів до чемпіонського титулу, а у 1990 році він вивів клуб у фінал Кубка Лібертадорес — це був перший вихід у фінал головного південноамериканського клубного турніру для еквадорських команд. 1991 року знову став з командою чемпіоном Еквадору. Після цих успіхів він переїхав до Іспанії, де тренував свій колишній клуб «Лас-Пальмас».
1992 року прийняв пропозицію очолити збірну Гватемали, з якою брав участь у невдалому для команди відборі на чемпіонат світу 1994 року
У 1994—1995 роках він очолював «Індепендьєнте», з яким він виграв у 1994 році Клаусуру та Суперкубок Лібертадорес 1994 (перемігши в фіналі «Бока Хуніорс») і в 1995 році Рекопу Південної Америки, перемігши володаря Кубка Лібертадорес «Велес Сарсфілд». Потім він тренував класичного суперника «Індепендьєнте», «Расінг» (Авельянеда), з яким став віце-чемпіоном Апертури 1995 року.
Згодом Бріндісі знову недовго попрацював зі збірною Гватемали, після чого повернувся до Іспанії, де очолював «Еспаньйол». З 2001 року знову працював на батьківщині, очолюючи клуби «Уракан», «Ланус» та «Бока Хуніорс».
Протягом 2004—2004 років очолював тренерський штаб гватемальського клубу «Коммунікасьйонес», а потім очолив мексиканський «Атлас», з яким вийшов у чвертьфінал Кубка Лібертадорес 2008 року, в якому програв своєму попередньому клубу «Бока Хуніорс». 4 вересня того ж року він залишив посаду в «Атласі», а через три місяці був представлений новим головним тренером клубу «Хагуарес Чьяпас» у тій самій країні. 4 травня 2009 року його було звільнено, після того, як клуб програв 1:5 «Пачуці», а команда мала серію з 4 поразок та нічиєї.
20 вересня 2010 року повернувся до «Уракана», звідки він подав у відставку 22 лютого 2011 року, заявивши про погані результати та залишивши команду в зоні вильоту.
15 квітня 2013 року він повернувся до «Індепендьєнте» з метою врятувати команду від вильоту, але досягти цього Бріндісі досягти не вдалося.

## Титули і досягнення

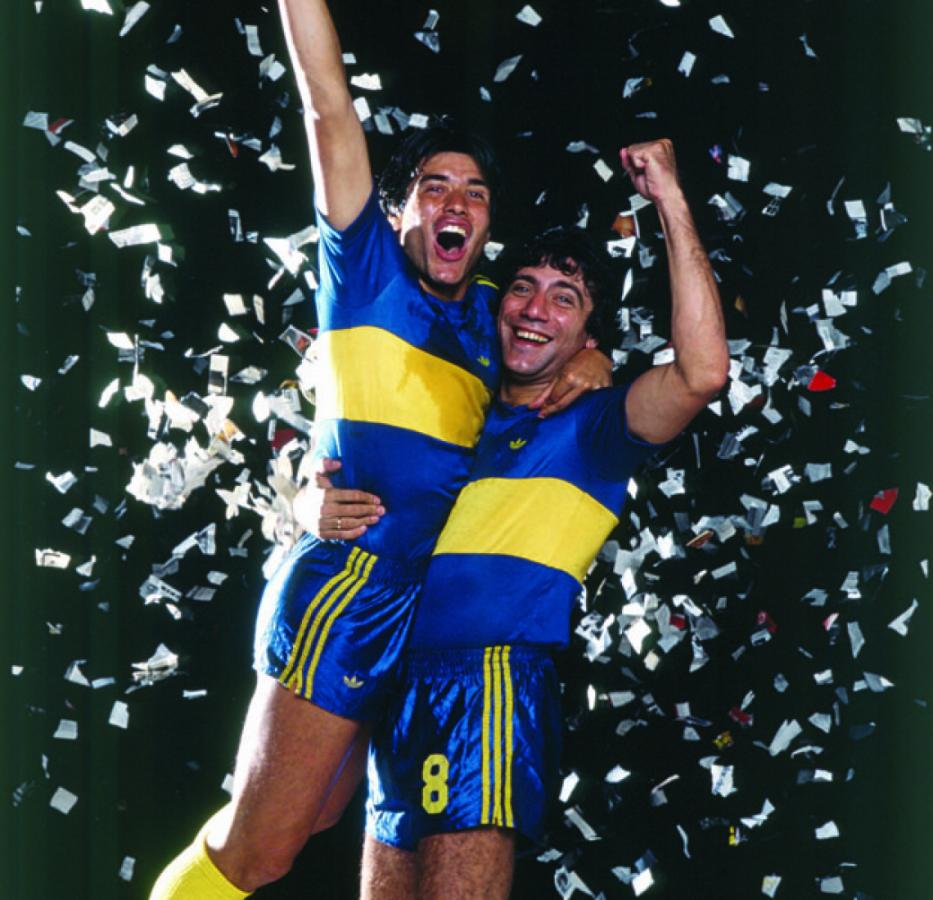
Бріндісі і Марсело Троббіані святкують чемпіонство 1981 року з «Бока Хуніорс».

### Як гравця
- Чемпіон Аргентини (2):

«Уракан»: Метрополітано 1973
«Бока Хуніорс»: Метрополітано 1981

### Як тренера
- Чемпіон Гватемали (2):

«Мунісіпаль»: 1987, 1988
- Чемпіон Еквадору (2):

«Барселона» (Гуаякіль): 1989, 1991
- Чемпіон Аргентини (1):

«Індепендьєнте»: Клаусура 1994
- Володар Суперкубка Лібертадорес (1):

«Індепендьєнте»: 1994
- Переможець Рекопи Південної Америки (1):

«Індепендьєнте»: 1995

### Особисті
- Найкращий бомбардир чемпіонату Аргентини: Метрополітано 1972 (21 гол)
- Футболіст року в Аргентині: 1973[11]